# Etilda Gjonaj

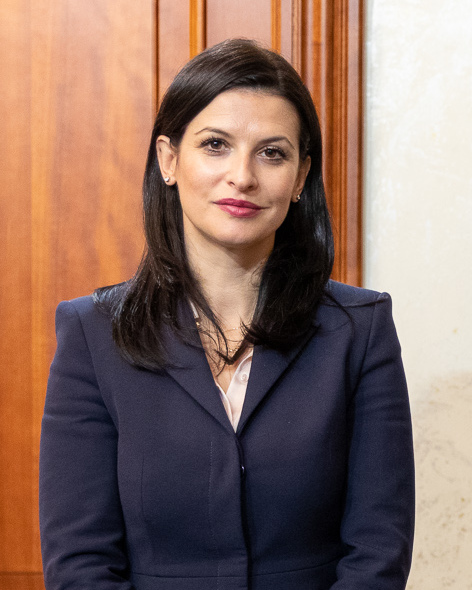
Gjonaj 2021

Etilda Gjonaj (* 6. Mai 1981 in Puka) ist eine albanische Juristin und Politikerin. Sie gehört der Sozialistischen Partei an und war von September 2017 bis September 2021 Justizministerin.

## Biografie
Etilda Gjonaj, 1981 im nordalbanischen Puka als Etilda Saliu geboren, besuchte das Gymnasium in Tirana und studierte von 1999 bis 2003 Rechtswissenschaften an der Universität Tirana. Ein postgraduales Studium schloss sie 2011 mit einem Master in Strafrecht ab. Neben dem Studium engagierte sie sich bei der Soros Foundation für Menschenrechte und für andere Organisationen gegen Korruption. Nach dem Abschluss der Ausbildung arbeitete sie bis 2014 im gleichen Bereich für das Helsinki-Komitee.
Die Juristin hat mehrere wissenschaftliche Artikel zum albanischen Strafrecht verfasst und hat auch an der Rechtswissenschaftlichen Fakultät der Universität Tirana unterrichtet.
Im Frühjahr 2014 wurde sie vom albanischen Parlament zusammen mit Arben Shkembi und Ermir Kapedani zur staatlichen Ombudsfrau (avokati i popullit) gewählt. Zudem hat sie von 2015 bis 2017 den parlamentarischen Sonderausschuss für die Justizreform beraten.
Am 22. Mai 2017 wurde sie im Rahmen einer Regierungsumbildung stellvertretende Justizministerin unter dem parteilosen Gazment Bardhi. Die Regierungsumbildung kurz vor den Wahlen war ein Resultat langer Verhandlungen zwischen den Sozialisten und der Opposition, womit faire Parlamentswahlen Ende Juni 2017 garantiert werden sollten. Nach den Wahlen wurde sie im September 2017 als Justizministerin ins Kabinett von Edi Rama berufen. Vier Jahre später wurde sie von Ulsi Manja abgelöst.
Etilda Gjonaj ist mit Irvelin Gjonaj verheiratet und hat ein Kind.